# Korkeasaari (ö i Finland, Södra Savolax, Nyslott, lat 61,71, long 28,66)
Korkeasaari är en ö i Finland. Den ligger i sjön Pihlajavesi och i kommunen Nyslott i  landskapet Södra Savolax, i den sydöstra delen av landet, 260 km nordost om huvudstaden Helsingfors. Öns area är 12,8 hektar och dess största längd är 0,6 kilometer i sydöst-nordvästlig riktning.